# 巴肅
巴肅，字恭祖，渤海郡高城縣人，東漢政治人物。

## 生平
最初被察舉為孝廉，歷任汝南郡慎縣令﹑清河郡貝丘縣令，皆以郡守非其人，以生病為由而辭職。之後稍遷拜議郎。與竇武﹑陳蕃計劃誅殺宦官，竇武等人遇害後，巴肅亦被連坐而被關入牢獄之中。
中常侍曹節後聞其謀逮捕。巴肅說：「為人臣者，有謀不敢隱，有罪不逃刑。既不隱其謀矣，又敢逃其刑乎？」遂被殺害。刺史賈琮在石頭上刻下銘文以記錄這件事情。　

## 延伸阅读
[在维基数据编辑]
 《後漢書/卷67》，出自范晔《後漢書》